# Ismael Debjani
Ismael Debjani, född 25 september 1990, är en friidrottare från Belgien. Han deltog vid olympiska sommarspelen 2020.